# Georges Crès
Georges Crès, né le 10 juin 1875 dans le 4e arrondissement de Paris et mort le 13 décembre 1935 dans le 6e arrondissement de Paris, est un éditeur et un libraire français, très actif au début du XXe siècle.

## Biographie

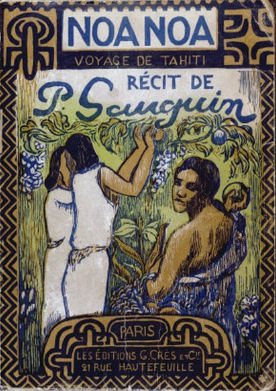
Couverture de Noa Noa de Paul Gauguin, illustrée par Daniel de Monfreid, Éditions G. Crès et Cie, 1929.

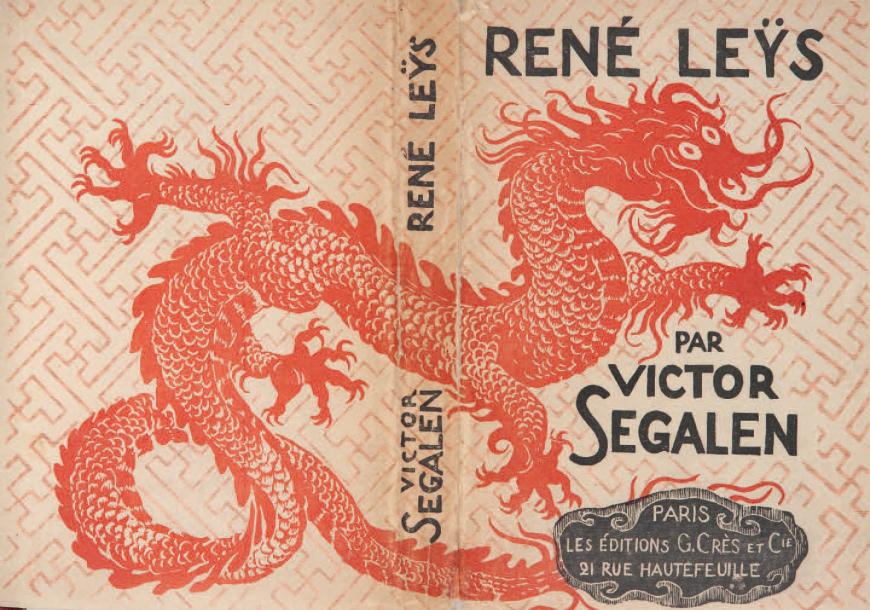
Couverture de René Leÿs de Victor Segalen, 1922.

Fils de François Crès et de Marie Julie Céleste Bouet, son épouse, Georges Célestin Crès naît à Paris en 1875.
Parfaitement autodidacte, Georges Crès commence sa carrière à treize ans, employé en tant que commis libraire à la librairie d'Augustin Challamel à Paris. Le 15 juillet 1905, il publie un article dans la revue du Mercure de France sous le pseudonyme de Jean Serc, Un clérical athée, M. Jules Soury. En 1908, il ouvre une librairie à Paris et se lance dans l'édition l'année suivante.
Il s'associe avec Adolphe van Bever pour donner naissance à une collection appelée « Les Maîtres du livre », éditée avec soin et comprenant des bois gravés, dans l'esprit de la bibliophilie mais très abordable, pour lesquels il fait appel au graveur Pierre-Eugène Vibert et à H.S. Ciolkowski. Une autre collection, Artistes nouveaux, dirigée par Georges Besson, se présente sous la forme de petites monographies et s'ouvre aux peintres contemporains. Ces beaux-livres d'auteurs classiques, vendus peu cher, lui assurent une belle réputation.
En 1913, il fonde la maison d'édition Crès & Cie, qu'il rebaptise en 1918 Éditions G. Crès et Cie : installé dans le 6e arrondissement de Paris, d'abord au 116 boulevard Saint-Germain, déménageant ensuite au 21, rue Hautefeuille, il voulait faire de sa maison d'édition « un carrefour d'idées ». En juillet 1916, la section suisse du bureau de propagande du ministère français des Affaires étrangères, dirigée par Guy de Pourtalès (un écrivain dont Crès est d'ailleurs lui-même l'éditeur), l'envoie fonder deux librairies françaises, d'abord à Zurich (appelée Les Éditions françaises) puis à Berne, une première à l'époque.
Dans les années 1920, Crès fut aussi diffuseur pour les Éditions de La Sirène, La Banderole, La Chimère, Devambez, la Société littéraire de France, etc.
En 1925, à la suite d'un grave accident de voiture, Crès revend les parts de sa propre maison à René Gas et Camille Sauty et prend la direction d'une petite structure d'édition appelée Les Arts et le Livre (reprise à son beau-frère, Henri Paul Jonquières) en 1928, qui deviendra, la même année, Les Œuvres représentatives. De leur côté, tandis qu'elles connaissent des difficultés financières depuis le début des années 1930, les Éditions G. Crès et Cie font finalement faillite en 1935. Georges Crès meurt en décembre.
Son fils Jean Crès a continué cette tradition d'éditeur en créant en 1947, en hommage à son père, une collection intitulée « La Tradition du livre ». Jean Crès a poursuivi une carrière de maître imprimeur et d’éditeur jusqu'à son décès en juin 1969. Il avait formé son fils Raymond dès l'âge de seize ans, et celui-ci fera perdurer la tradition familiale et travailla en maître imprimeur dans son entreprise qu’il localisa dans la Sarthe jusqu'à sa retraite. Raymond garda jusqu’à sa mort en mars 2017 une passion et un amour des « beaux livres » et de leurs maîtres transmises par son père et son grand-père.

## Extrait du catalogue Georges Crès &Cie
Titres des collections :
- « Anthologies »
- « Bellum »
- « La Bibliothèque de l'Académie Goncourt »
- « Bibliothèque de l'adolescence »
- « Bibliothèque Dionysienne »
- « Classica » (quatre séries)

Série contemporaine : René Bizet, Léon Bloy, Élie Faure, Rémy de Gourmont, Paul Reboux, Victor Segalen, Marcel Schwob, Israel Zangwill...
- « Collection Ganymède »
- « Drames d'histoire et de police » : Conan Doyle, Storer Cluston, Nathaniel Hawthorne, Arthur Morrison, Douglas Newton, Marriot Wattson...
- Elie Faure, Histoire de l'Art
- « Gallia »
- « Les Grands Livres » : Gargantua et Pantagruel, Le Rouge et le Noir, Théâtre de Molière (deux volumes)...
- collection « Les Heures Légères » : "Deux Nocturnes" de CUR-nonsky (Maurice-Edmond Sailland) 1927 - quatrième de la collection.
- « Le Livre catholique »
- « Les Livres français »
- « Les Maîtres du Livre » dirigée par A. Van Bever
- « Maîtres et jeunes d'aujourd'hui »
- « Peintres et Sculpteurs », dirigée par George Besson
- « Les Poètes de notre temps »
- « Les Proses »
- « Théâtre d'Art »
- Victor Hugo, Œuvre complète

Revues :
- La Phalange, revue mensuelle de littérature et d'art dirigée par Henri Aimé et Jean Royère
- Les Cahiers d'aujourd'hui dirigée par George Besson